# Bactris mexicana var. trichophylla
Bactris mexicana var. trichophylla es una subespecie de palma de la familia de las arecáceas. Es originaria de México a Centroamérica  donde se distribuye por México, Belice, Guatemala, Honduras y Nicaragua.

## Descripción
Tiene los tallos cespitosos, de 2–3 m de alto y 2–3.5 cm de diámetro. Hojas 5–7; pinnas 8–26 a cada lado, lineares a estrechamente elípticas, irregularmente arregladas en fascículos y patentes en diferentes planos, las medias (30–) 45–53 cm de largo y 2.8–5 cm de ancho, a veces pubescentes en el envés; vaina, pecíolo y raquis moderada a densamente cubiertos con espinas hasta 7 cm de largo, negras. Inflorescencias con bráctea peduncular densamente cubierta con espinas cortas; raquillas 12–36, tríades dispersas entre las flores estaminadas en pares o solitarias. Frutos obovoides, 0.8–1.2 cm de largo y 0.9–1.2 cm de diámetro, anaranjados.

## Distribución y hábitat
Es que se encuentra en el sotobosque en las pluvioselvas de la zona del atlántico en alturas de 0–600 metros; la floración se produce en jul–sep, y el fruto en jun–jul, oct; se distribuye desde México a Nicaragua.

## Taxonomía
Bactris mexicana fue descrita por Mart. in A.D.d'Orbigny y publicado en Voyage dans l'Amérique Méridionale 7(3): 65–66. 1844.
Etimología
Ver: Bactris
mexicana: epíteto geográfico que alude a su localización en México.
Sinonimia
- Bactris trichophylla Burret, Repert. Spec. Nov. Regni Veg. 32: 113 (1933).[1]